# Nicoloso da Recco (1930)
Nicoloso da Recco – włoski niszczyciel z okresu międzywojennego i II wojny światowej, należący do wielkich niszczycieli (liderów) typu Navigatori. Nosił znak burtowy: DR. Walczył podczas wojny na Morzu Śródziemnym. Jako jedyny okręt typu przetrwał wojnę i służył w powojennej marynarce włoskiej do 1954 roku. 
Uzbrojenie główne stanowiło 6 armat kalibru 120 mm i 2–6 wyrzutni torped. Wyporność standardowa wynosiła 1900 ton. Napęd stanowiły turbiny parowe.

## Budowa
„Nicoloso da Recco” należał do dwunastu włoskich wielkich niszczycieli typu Navigatori, nazwanego tak z powodu noszenia przez okręty imion włoskich żeglarzy. Zostały one zaprojektowane jako okręty o silnym uzbrojeniu artyleryjskim i wysokiej prędkości, aby przeciwstawić się wielkim niszczycielom francuskim. Zamówienie na budowę okrętów zostało złożone w 1926 roku. „Nicoloso da Recco” był zbudowany w stoczni Cantieri Navali  Riuniti (CNR) w Ankonie, razem z niszczycielem „Emanuele Pessagno”. Wszystkie okręty zostały wciągnięte na listę floty dekretem królewskim z 23 czerwca 1927 roku, klasyfikowane wówczas jako niszczyciele, a 19 lipca 1929 roku przeklasyfikowano je na „zwiadowców” (wł. esploratori). We wrześniu 1938 okręty typu Navigatori przeklasyfikowano oficjalnie z powrotem na niszczyciele.
Stępkę pod budowę „Nicoloso da Recco” położono 14 grudnia 1927 roku. Otrzymał imię na cześć XIV-wiecznego genueńskiego żeglarza Nicoloso da Recco, badacza Atlantyku. Roboty w stoczni się przeciągnęły i okręt wodowano 5 stycznia 1930 roku, a do służby wcielono 20 maja 1930 roku. Po ponownym przeklasyfikowaniu na niszczyciel otrzymał znak burtowy: DR, od skrótu nazwy (Da Recco).

## Opis konstrukcji

### Skrócony opis ogólny

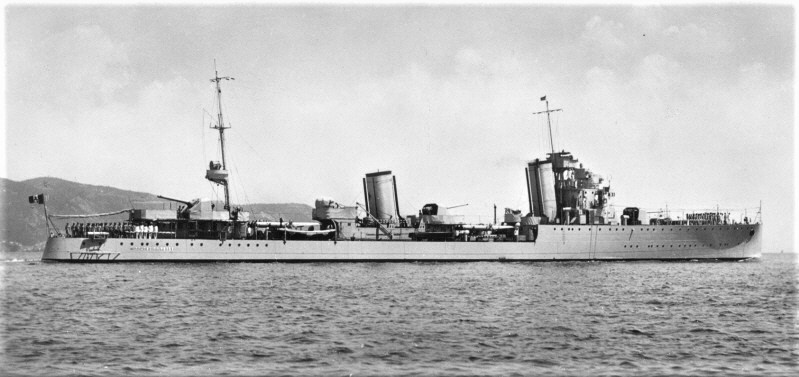
„Nicoloso da Recco” przed wojną, w 1938 roku

Niszczyciele typu Navigatori miały stalowy kadłub z podwyższonym pokładem dziobowym. Sylwetka okrętów wyróżniała się dwoma szeroko rozstawionymi pochylonymi kominami, na skutek zastosowania naprzemiennego układu przedziałów siłowni, w celu zwiększenia odporności na uszkodzenia. Wyporność standardowa pierwotnie wynosiła 1900 ton, a pełna 2599 ton. Długość całkowita pierwotnie wynosiła 107,28 m, szerokość 10,2 m, a zanurzenie 4,35 m przy wyporności pełnej. W odróżnieniu od większości okrętów typu, „Nicoloso da Recco” i „Antoniotto Usodimare” jako jedyne nie zostały poddane w latach 1939–40 drugiej modernizacji w celu polepszenia stateczności, zachowując pierwotne wymiary i prostą stewę dziobową.
Załoga etatowo składała się początkowo ze 173 osób, w tym 9 oficerów, a do początku II wojny światowej wzrosła do 224 osób, w tym 12 oficerów.
„Nicoloso da Recco” był napędzany przez dwa zespoły turbin parowych z przekładniami, poruszające dwie trzyłopatowe śruby o średnicy 3,56 m. Podobnie jak drugi okręt budowy stoczni CNR został wyposażony w turbiny akcyjno-reakcyjne Tosi oraz cztery kotły wodnorurkowe Odero, o ciśnieniu roboczym 22 atmosfer. Moc projektowa wynosiła 55 000 KM. Projektowa prędkość maksymalna wynosiła 38 węzłów. Typowo okręty tego typu rozwijały podczas służby prędkość 33–36 węzłów. 
Zapas paliwa po pierwszej modernizacji w 1931 roku został ograniczony z pierwotnego 485–580 ton do 460 ton. Pierwotnie zasięg był przewidywany na 3800 mil morskich przy prędkości 18 węzłów; po modernizacji był mniejszy. Podczas II wojny światowej „Nicoloso da Recco” i „Antoniotto Usodimare”, z uwagi na brak drugiej modernizacji, pozostały szybsze od innych okrętów typu, mając jednak nieco gorszą dzielność morską i mniejszy zasięg.

### Uzbrojenie i jego zmiany
Główną artylerię stanowiło sześć armat kalibru 120 mm Ansaldo model 1926 o długości lufy 50 kalibrów (L/50) umieszczonych na trzech dwudziałowych podstawach. Podwójne stanowiska dział z maskami ochronnymi umieszczone były: na pokładzie dziobowym i na niskich nadbudówkach przed drugim kominem i na rufie. Kąt podniesienia lufy wynosił od -10° do +45° i umożliwiał też strzelanie amunicją rozpryskową do nisko lecących samolotów. Działa strzelały pociskami o masie 23,15 kg z prędkością początkową 920 m/s na odległość do 19 600 m. Amunicja była łuskowa rozdzielnego ładowania. Szybkostrzelność wynosiła do 6–7 strzałów/min, lecz na dłuższą metę była ograniczona do czterech salw przez możliwości systemu podawania amunicji. Zapas amunicji wynosił etatowo 1200 pocisków bojowych (408 przeciwpancernych, 672 burzące i 120 zapalających) oraz 100 oświetlających – przy czym można było zabrać do komór 250 pocisków więcej.
Uzbrojenie przeciwlotnicze początkowo stanowiły dwa działka automatyczne kalibru 40 mm Vickers-Terni model 1917 o długości lufy L/39, umieszczone na burtach na tylnych końcach pokładu dziobowego. Ich zapas amunicji wynosił 3000 nabojów. Uzupełniały je dwa podwójnie sprzężone karabiny maszynowe kalibru 13,2 mm Breda na mostku. W latach 1933–34 montowano dwa dalsze podwójnie sprzężone km-y na platformie za drugim kominem. Dla karabinów maszynowych przewidywano początkowo 3000 nabojów. Pod koniec 1941 roku na wszystkich ocalałych okrętach, w tym „Da Recco” zamieniono działka kalibru 40 mm i karabiny maszynowe na siedem działek automatycznych 20 mm Breda z 2400 nabojów na lufę. Pod koniec 1942 roku na miejscu rufowego aparatu torpedowego dodano platformę z dwoma działkami przeciwlotniczymi kalibru 37 mm Breda model 1939 z zapasem 3060 nabojów. Podczas remontu po uszkodzeniu w 1943 roku liczbę działek 20 mm zwiększono do dziewięciu, zamieniając je na 20 mm Oerlikon.
Uzbrojenie torpedowe stanowiło pierwotnie sześć wyrzutni torpedowych kalibru 533 mm w dwóch potrójnych aparatach torpedowych. Z uwagi jednak na ograniczoną dostępność torped kalibru 533 mm, w środkowych wyrzutniach stosowano wkładki kalibru 450 mm i etatowy zapas obejmował początkowo cztery torpedy kalibru 533 mm i dwie kalibru 450 mm. Już w latach 1932–33 środkowe wyrzutnie zostały jednak zdemontowane, pozostawiając cztery wyrzutnie torped kalibru 533 mm. W 1942 roku rufowy aparat torpedowy został zdemontowany dla zwiększenia uzbrojenia przeciwlotniczego, lecz na początku 1943 roku pozostawiony aparat torpedowy został zamieniony na trzyrurowy.
Okręty początkowo przenosiły po 14 bomb głębinowych na dwóch zrzutniach na rufie, w tym cztery duże bomby o masie 100 kg i 10 małych o masie 50 kg. Podczas II wojny światowej stosowano także niemieckie bomby głębinowe oraz montowano na okrętach tego typu dwa lub cztery miotacze bomb głębinowych i  zwiększano ich zapas. Pod koniec wojny „Da Recco” zabierał 40 bomb głębinowych (30 typu WBD i 10 modelu 1941/30T). W 1931 roku okręty otrzymały holowane torpedy przeciw okrętom podwodnym Ginocchio model 1927/46T, wodowane za pomocą żurawika w części rufowej. „Nicoloso da Recco” z uwagi na powiększoną nadbudówkę rufową jako jedyny okręt nie był wyposażony w tory minowe na pokładzie.

### Wyposażenie
Po pierwszej modernizacji w 1931 roku „Nicoloso da Recco” na dachu nadbudówki dziobowej miał standardowy dla okrętów tego typu dalocelownik z dwoma dalmierzami optycznymi o bazie 3 m. Na platformie przed masztem znajdował się inklinometr służący do oceny kąta kursowego celu. Trzeci 3-metrowy dalmierz, rezerwowy dla artylerii oraz służący do strzelań torpedowych, był w zakrytej wieży na platformie nadbudówki za kominem rufowym. Dane były przetwarzane w centrali artyleryjskiej w dolnej kondygnacji nadbudówki, wyposażonej w przelicznik artyleryjski.
Okręty miały dwa reflektory na skrzydłach mostka. W skład wyposażenia wchodziła aparatura do stawiania zasłony dymnej (czarnej albo białej) montowana w kominach. W 1940 roku okręty wyposażono w trały kontaktowe na rufie, o szerokości trałowania 200 m.
„Nicoloso da Recco” jako jedyny z okrętów typu był przewidziany na okręt flagowy i miał dodatkowe pomieszczenia dla oficerów sztabu w poszerzonej nadbudówce na rufie, w tym apartament admiralski. Jako jeden z pięciu okrętów typu został wyposażony w 1942 roku w stacją hydrolokacyjną. Został też wyposażony latem 1943 roku we włoski radar EC./ter Gufo, lecz po kilku wyjściach w morze został on zdemontowany, ponieważ antena na nadbudówce dziobowej pogarszała stateczność.

## Służba

### Okres międzywojenny
Okręt wcielono do służby w Regia Marina 20 maja 1930 roku. Już między 31 sierpnia a 10 października 1930 roku przeprowadzono modernizację okrętu w stoczni Ansaldo w Genui, polegającą przede wszystkim na obniżeniu nadbudówki i zmniejszeniu zapasu paliwa dla polepszenia stateczności. Od 1 grudnia 1930 do 27 marca 1931 roku „Nicoloso da Recco” wchodził w skład grupy niszczycieli tego typu zabezpieczających trasę grupowego przelotu transatlantyckiego 12 wodnosamolotów gen. Italo Balbo. Bazował wówczas w Las Palmas i był okrętem flagowym kontradmirała Bucchi, operując na środkowym Atlantyku. 8 grudnia 1931 roku w Genui okręt otrzymał banderę bojową ufundowaną przez miejscowość Recco. W 1933 roku złożył wizytę w Aleksandrii. Podczas hiszpańskiej wojny domowej pełnił służbę na wodach Hiszpanii, udzielając wsparcia stronie nacjonalistów. We wrześniu 1938 roku, po przeklasyfikowaniu na niszczyciel, został przydzielony do 16. flotylli niszczycieli. Od października 1939 do kwietnia 1940 roku operował na wodach Morza Egejskiego.

### II wojna światowa
„Nicoloso da Recco” nie zdążył być poddany drugiej modernizacji przed przystąpieniem Włoch do II wojny światowej i później prac w tym kierunku już nie prowadzono. Okręt wchodził w skład sił włoskich przed bitwą koło przylądka Stilo, lecz nie wziął w starciu aktywnego udziału. Od września 1940 roku niszczyciel wraz z 16. flotyllą bazował w Tarencie w związku z osłoną konwojów po inwazji na Grecję.  28 listopada ostrzeliwał w celu wsparcia oddziałów włoskich z niszczycielami i torpedowcami pozycje greckie na Korfu. 18 grudnia ponownie z krążownikami ostrzeliwał pozycje greckie pod Lukovë.
28 marca 1941 roku „Nicoloso da Recco” wziął udział w pierwszej fazie bitwy pod Matapanem, lecz później w dzień odszedł do bazy. Między 19 a 24 kwietnia 1941 roku uczestniczył w operacjach stawiania zagród minowych S-11, S-12, S-13 w Cieśninie Sycylijskiej. 1 maja natomiast uczestniczył w stawianiu zagrody minowej T na północ od Trypolisu. Między 4 a 5 maja wchodził z trzema krążownikami i czterema niszczycielami w skład dalszej osłony konwoju Victoria, składającego się z siedmiu statków. Między 8 a 13 maja ponownie uczestniczył w dalekim przykryciu operacji konwojowej. Latem 1941 roku „Nicoloso da Recco” ponownie uczestniczył w operacjach minowania (3 czerwca, 28 czerwca – zagroda S-2, 7 lipca – zagrody S-31, S-32 i między 12 a 23 sierpnia – zagrody: S-41, S-42, S-43). 
W drugiej połowie 1941 roku niszczyciel brał intensywny udział w osłonie dalszych konwojów do Afryki. Między innymi, 19-20 sierpnia eskortował cztery transportowce wojska, z których „Esperia” została zatopiona przez okręt podwodny HMS „Unique”. 1 września „Da Recco” wypłynął jako okręt flagowy konwoju pięciu statków z Neapolu do Trypolisu, z pięcioma innymi niszczycielami, lecz 3 września w nocy statek „Andrea Gritti” został zatopiony, a drugi uszkodzony przez niewykryte samoloty torpedowe Fairey Swordfish z Malty. Od 16 września natomiast eskortował wraz z innymi niszczycielami tego typu statki pasażerskie transportujące wojsko „Vulcania”, „Neptunia” i „Oceania” z Tarentu do Trypolisu. Wywiad brytyjski rozszyfrował informacje o konwoju i wysłano tam okręty podwodne; niszczyciele udaremniły 18 września atak HMS „Upright”, ale „Neptunia” i „Oceania” zostały zatopione przez okręt podwodny HMS „Upholder”, po czym „Nicoloso da Recco” uratował 2083 rozbitków. W dniach 12-15 października ponownie osłaniał konwój dwóch statków z Trypolisu, z których jeden został zatopiony przez lotnictwo brytyjskie. Po szeregu nieudanych operacji, między 16 a 19 grudnia „Da Recco” eskortował jeden z konwojów operacji M-42, który doszedł bez strat. 23 grudnia „Da Recco” i „Usodimare” wyszły z Augusty do Trypolisu transportując na pokładzie beczki z benzyną. 

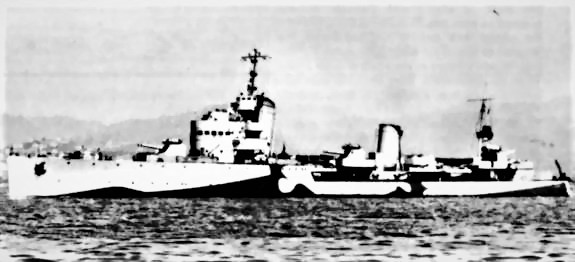
„Nicoloso da Recco” w kamuflażu z sierpnia 1942 roku

Od 3 do 6 stycznia 1942 roku „Da Recco” eskortował jeden z konwojów w ramach operacji M-43, która przebiegła pomyślnie. W dalszym ciągu w pierwszej połowie roku niszczyciel eskortował konwoje do Afryki. Podczas eskortowania konwoju 20-21 czerwca doszło do nalotu samolotów Bristol Beaufort, które zatopiły niemiecki transportowiec „Reichenfels”, lecz „Da Recco” zgłosił zestrzelenie pięciu samolotów. Utracono jednak na mieliźnie w pobliżu przylądka Bon niszczyciel „Strale”. W drugiej połowie sierpnia niszczyciele „Da Recco”, „Saetta” i trzy torpedowce uratowały 1664 brytyjskich jeńców transportowanych statkiem „Nino Bixio”, zatopionym przez okręt podwodny HMS „Turbulent”. Następnie „Da Recco” m.in. eskortował w dniach 24-26 sierpnia dwa statki z Pireusu do Tobruku, przy czym „Proserpina” stał się ostatnim tankowcem jaki przybył do tego portu przed jego ponownym zdobyciem przez aliantów.
2 grudnia 1942 roku „Nicoloso da Recco” został poważnie uszkodzony przez brytyjskie krążowniki zespołu Q: HMS „Aurora”, „Sirius” i „Argonaut” w bitwie koło Ławicy Skerki. Zginęło 118 członków załogi, a część została ranna lub poparzona na skutek pożaru. Ciężko poparzony został dowódca kmdr por. Aldo Cocchia, odznaczony następnie złotym Medalem za Męstwo Wojskowe. Okręt został po tym odholowany do Trypolisu przez niszczyciel „Antonio Pigafetta”.
Niszczyciel był remontowany w Trypolisie, a od 9 stycznia do 26 czerwca 1943 roku w Tarencie. Po powrocie do służby „da Recco” eskortował okręty stawiające miny na Morzu Jońskim. Po kapitulacji Włoch w dniach 9-10 września przeszedł z Tarentu na brytyjską Maltę razem z pancernikami „Andrea Doria”, „Caio Duilio” i krążownikami „Luigi di Cadorna” i „Pompeo Magno”. W czasie wojny we włoskiej służbie wychodził bojowo w morze 176 razy i przepłynął 68 318 mil morskich.
Do końca wojny „da Recco” służył po stronie aliantów, eskortując konwoje i przewożąc ładunki oraz zaopatrując internowane na Jeziorze Gorzkim włoskie pancerniki „Italia” i „Vittorio Veneto”. W charakterze szybkiego transportowca służył do 8 lutego 1946 roku, po czym został przeniesiony do rezerwy.
1 marca 1948 roku „Nicoloso da Recco” został przywrócony do służby w powojennej włoskiej marynarce republikańskiej Marina Militare. Nosił następnie NATO-wski numer burtowy D 555. Służył do 15 lipca 1954 roku, a 30 lipca został skreślony z listy i następnie złomowany. Był jedynym niszczycielem typu Navigatori, który przetrwał wojnę i służył nadal po niej.